# 那陈镇
那陈镇，是中华人民共和国广西壮族自治区南宁市良庆区下辖的一个乡镇级行政单位。

## 歷史
清代至中華人民共和國建國初期屬欽州市的鄉鎮，1965年起改劃入至南寧市至今。

## 行政区划
那陈镇下辖以下地区：
那陈社区、和平村、邕乐村、坛留村、维坝村、西宁村、七齐村、西盛村、五龙村、华群村、那坡村、那蒙村、文林村、六眼村、那徐村和濑岽村。